# ملعب بابل

ملعب بابل هو ملعب كرة قدم قيد الإنشاء في محافظة بابل، العراق وسيصبح الملعب الرئيسي لنادي  بابل ونادي القاسم ومن المخطط أن يتسع لحوالي 32 ألف مشجع.